# Augusto Belín Sarmiento
Augusto Belín Sarmiento (Chile, 14 de enero de 1854-Asunción, 25 de septiembre de 1936) fue un escritor y diplomático argentino, hijo del impresor Julio Belín y de Ana Faustina Sarmiento, también nieto de Domingo Faustino Sarmiento. Falleció en Asunción, Paraguay, en un accidente.

## Biografía
Acompañó a su abuelo materno en sus viajes a Lima y a Washington. 
Estaba en París hacia 1870; combatió durante el sitio de los prusianos como voluntario. 
Fue ministro de intervención en Catamarca (1893).

## Estudios
- Cursó estudios en la Academia Militar de West Point.
- Concurrió a la Universidad de París.

## Bibliotecario
A su regreso al país, recibió el encargo del Senado Nacional para traducir el Digesto de Wilson en 1877. 
Ocupó la dirección de la "Biblioteca Nacional de Maestros" donde realizó su inventario, con 8.733 ejemplares en el archivo y 39.152 en el depósito.
Fue director de la "Biblioteca Pública de San Juan".  

## Periodista
Inició su carrera como colaborador del XIXe Siècle sobre temas argentinos. 
En 1878, ingresó en la redacción del diario El Nacional de Buenos Aires, que dirigía Sarmiento.

## Obra
Realizó en Europa la edición de las Obras completas de su abuelo, en 52 tomos. Además de:
- Reseña biografica de Sarmiento (1880)
- Una república muerta, con una introducción de Lucio Vicente López. (1892)
- Un criollo en los Países Bajos.
- El joven Sarmiento.
- Sarmiento anecdótico (1905)

## Diplomacia
Fue cónsul argentino entre 1906 y 1926 en los siguientes Países: 
 Países Bajos
 Paraguay
 Bélgica
   Italia 
  Francia
Cuando falleció era agregado comercial en la delegación Argentina en Asunción del Paraguay.

## Fuente
- Wiki culturaapicola